# The Needle and the Damage Done
"The Needle and the Damage Done" es una canción compuesta por el músico canadiense Neil Young incluida en el álbum Harvest de 1972. Es una de las canciones más aclamadas de Neil Young, aunque nunca se publicó como sencillo. La letra de la canción describe la caída en la heroína de varios músicos que él conocía. Young dedicó la canción a Danny Whitten, guitarrista original de su banda Crazy Horse. En 1971, mientras ensayaba, Whitten estaba tan drogado que no podía sujetar su guitarra. Por ello, Young lo despidió y le pagó un billete de avión a Los Ángeles y le dio dinero para la rehabilitación. Nada más llegar a Los Ángeles, Whitten sufrió una sobredosis de alcohol y Valium y murió. Neil Young declaró sobre la muerte de Whitten que se sintió "responsable. Pero realmente no había nada que yo pudiera hacer. Quiero decir, el responsable era él. Pero pensé que yo lo era durante un tiempo. Danny simplemente no era feliz. Se le vino todo encima. La droga lo sepultó. Eso fue horrible. Porque Danny tenía mucho que dar. Era realmente bueno". Young volvió a tratar el tema de la drogadicción posteriormente: "Tonight's the Night" trata sobre la sobredosis y posterior muerte de Bruce Berry, roadie de Young y Crazy Horse.
"The Needle and the Damage Done" fue publicada por primera vez en el disco Harvest en 1972 en su versión en directo, en lugar de haber sido grabada en un estudio. Posteriormente, fue incluida en los recopilatorios Decade y Greatest Hits del artista canadiense. Young escribió sobre la canción en la contraportada de Decade: "No soy un predicador, pero las drogas mataron a muchos grandes hombres".
La canción formó parte también del disco en directo Live at Massey Hall 1971, grabado en 1971 pero publicado en 2007. Como introducción al tema, Young dijo en este disco: "Desde que dejé Canadá, hará como cinco años más o menos... y me mudé al sur... averigüé un montón de cosas que no sabía cuando me fui. Algunas son buenas y otras son malas. Llegué a ver a un montón de estupendos músicos antes de que lo lograsen..., antes de que se hicieran famosos..., ya sabes, cuando simplemente estaban dando bolos. Cinco y seis actuaciones por noche..., cosas así. Y llegué a ver a un montón de, ejem, estupendos músicos a los que nadie llegó a ver. Por una razón u otra. Pero..., lo que era bastante extraño, los que eran buenos de verdad... a los que nunca llegasteis a ver fue... por causa de, ejem, ejem, la heroína. Y eso empezó a suceder una y otra vez. Y entonces eso le sucedió a alguien a quien todo el mundo conocía. Así que escribí una cancioncilla".
"The Needle and the Damage Done" ha sido versionada en estudio por artistas como The Pretenders, Green River o Duran Duran.
- en:Opioid dependence
- Aguja hipodérmica